# Jean-Luc Chambard
Jean-Luc Chambard (1928-2015) est un ethnologue français spécialiste de l'Inde, professeur de civilisation de l'Inde contemporaine à l'Institut national des langues et civilisations orientales, de 1961 à sa retraite en 1997.

## Biographie
Fils de diplomate, Jean-Luc Chambard est né le 19 novembre 1928 à Addis-Abeba. Il a passé une partie de son enfance en Chine où son père était consul de France à Hankou (Wuhan), où il y avait une concession française. Il est scolarisé ensuite, exception faite de courts retours en France, au Liban puis au Maroc. Il prépare une licence d'ethnologie, enseignée pour une moitié à la Sorbonne et pour l’autre au Musée de l'Homme, puis un diplôme de chinois aux Langues orientales, mais la proclamation de la République populaire de Chine, qui fermait le pays aux chercheurs étrangers l'a amené à chercher un autre domaine de recherches. Ayant fait un peu de hindi, il se décide pour l'Inde et effectue en 1953 un stage à l'ambassade de France à New Delhi. Il entre ensuite au CNRS et commence à étudier un village en Inde, suivant la recommandation de Claude Lévi-Strauss, dont il suivait les cours qu'il donnait à l'École pratique des hautes études à son retour d'Amérique latine. Il s'installe en 1957 avec sa femme (la fille de l'ethnologue Marcel Griaule) et leur fils alors âgé de huit ans au village de Piparsod, situé dans l'ancien État princier de Gwalior, où il reste trois ans et demi comme chercheur du CNRS, sous la direction de Louis Dumont.
Il est nommé en 1961 professeur de civilisation de l’Inde contemporaine à l'École des Langues orientales, grâce au soutien de Pierre Meile, qui y enseignait le hindi, mais poursuit ses recherches sur Piparsod et soutient en 1976 sa thèse de doctorat (Atlas d'un village indien), dirigée par Madeleine Biardeau et Éric de Dampierre, à l'université de Nanterre. Il retourne régulièrement passer un ou deux mois chaque année et y achète en 1984 la maison où il séjourne, inaugurant ainsi, un peu à contre-courant, un mode de recherche « à vie » sur le même terrain.
Ses trois principaux sujets de recherche sont :
1. un corpus recueilli sur place d'environ 350 chansons populaires de femmes ;
2. une version locale très originale du Ramayana ;
3. le rôle joué par le démon Bali, roi du monde souterrain, avec les trois grands dieux Brahmā, Vishnou et Shiva, dans le cycle annuel des fêtes hindoues[5].

Il meurt le 24 août 2015 dans sa 87e année.

## Publications
- (1996) « Les trois grands dieux à la porte du roi Bali. Comment la tradition orale d'un village du Madhya Pradesh bouleverse notre image de l'hindouisme populaire en Inde du Nord », in Catherine Champion (dir.), Traditions orales dans lemonde indien, Paris, EHESS, Purushartha 18, 229-272.
- (1997) « La tradition populaire des Cinq Vierges (Panch Kanyâ) dans un village de l'Inde centrale. Comment nous y découvrons une clé pour mieux comprendre quelques grandes figures féminines de la mythologie indienne », in Ethnologie(s), (Université Paris 7 - Denis Diderot), 2, 19-40.
- (1998) « The bull named Dharma, the game of dice and the ages of the world. Or how the oral tradition of a village in Central India helps ud understand some classical concepts », in Eichinger Ferro-Luzzi Gabriela (dir.), Glimpses of the Indian Village in Anthropology and Literature, Napoli, Instituto Universitario Orientale, Dipartimento di Studi Asiatici, Series Minor, 1-13.
- (1999) L'Hindouisme aujourd'hui. Bibliographie commentée, du temps du Veda à celui de l'Internet, Première partie, 1999, Paris, Librairie Fenêtre sur l'Asie, 244 p.
- (2000) « La sexualité en dessins de sol et autres images. À Piparsod, village de l'Inde centrale (Madhya Pradesh) »,  dans Gradhiva, 28, 1-22 (couverture du numéro : "Le bus pour Piparsod", cliché de Jean-Pierre Chambard).
- (2004) CD-Rom : Être ethnologue dans un village indien, vol. 1, coll. « Une ethnologie pour l’Inde d’aujourd’hui », Jean-Luc Chambard CD-Roms[7].